# Qais Al Khonji
Qais Al Khonji (arabe قيس الخنجي) est un homme d’affaires Omani.

## Carrière
Il est le fondateur de Qais United Enterprises Trading et de Genesis International,. Il siège au conseil d’administration de plusieurs compagnies omanies et est réputé pour aider les citoyens omanis à surmonter les obstacles liés au lancement de petites entreprises du pays. Il a aussi été reconnu par son gouvernement comme représentant du pays et a été nommé en tant que membre de l’Entrepreneurs’ Organization pour rencontrer l’ancien président indien Dr A.P.J. Abdul Kalam afin de discuter de relations d’affaires indiennes-omanies. Il est aussi le copropriétaire et le PDG de Genesis International,, une compagnie œuvrant dans l’éducation médicale établie en Oman.